# Baka (volk)

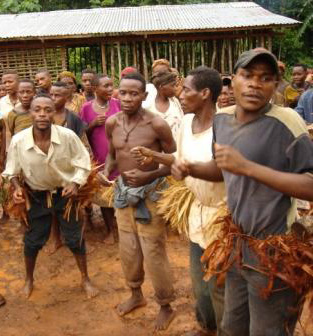
Baka-dansers, oostelijk Kameroen

De Baka zijn een Pygmeeën-volk dat in de regenwouden van Kameroen, Congo-Brazzaville, Gabon en Centraal-Afrikaanse Republiek leeft. Schattingen van het aantal Baka lopen uiteen van 5.000 tot 28.000. Ook in Congo-Kinshasa en Soedan leven volkeren die Baka genoemd worden, maar zij zijn niet aan elkaar verwant. 
Baka behalen een gemiddelde lengte van circa 1,5 meter. Zij worden echter niet graag Pygmee genoemd, maar prefereren het om bij hun volksnaam genoemd te worden: Baka. De taal die zij spreken heet ook Baka. Deze taal behoort tot de Adamawa-Ubangi groep van de Niger-Congo taalfamilie. Veel Baka spreken echter ook Koozime, de taal van de Bantoe-bevolking.
De Baka zijn een nomadisch volk dat leeft van de jacht en het verzamelen van voedsel in het regenwoud. Zij blijven slechts zolang op één plaats als de voedselvoorziening strekt. Hun hutten bouwden zij eeuwenlang van grote bladeren, maar de laatste decennia zijn zij meer de Bantoearchitectuur gaan kopiëren.
Zoals alle Pygmeevolkeren kennen de Baka geen centraal gezag of bestuur, zelfs geen plaatselijke leiders. Alle beslissingen worden in gezamenlijk overleg genomen.
De Baka aanbidden de bosgeest Jengi.